# Julius Leber
Julius Leber, född den 16 november 1891 i Biesheim, Elsass, död den 5 januari 1945 i Plötzensee, Berlin, var en tysk politiker tillhörande Tysklands socialdemokratiska parti (SPD), doktor i statsvetenskap, ledamot av Tysklands riksdag 1924–1933 och motståndskämpe i Nazityskland.  Han var en av de motståndsmän som avrättades efter det misslyckade 20 juli-attentatet mot Adolf Hitler.

## Biografi

### Uppväxt
Leber föddes som utomäktenskaplig son till Katharina Schutzeber och växte upp i Biesheim i Elsass med henne och hennes nye man, muraren Jean Leber, som uppfostrade Julius som sin son.  Julius lämnade dock hemmet tidigt för att utbilda sig och blev redan under tonåren medlem i SPD, 1912.  Han studerade nationalekonomi och historia vid universiteten i Strassburg och Freiburg.

### Krigstjänst
Vid krigsutbrottet 1914 anmälde sig Leber som frivillig till krigstjänst.  Han tjänstgjorde i gränsskyddstrupperna vid ostfronten (Grenzschutz Ost).  Leber sårades två gånger under kriget och befordrades till fänrik (ty. Leutnant).  Under Kappkuppen 1920 deltog han med sin enhet i försvaret av Weimarrepubliken.  Därefter begärde han avsked från Reichswehr och återvände till sina studier i Freiburg, där han doktorerade i statsvetenskap.

### Politiker
Efter avslutade studier arbetade Leber på den socialdemokratiska tidningen Lübecker Volksbote, tillsammans med bland andra en ung Willy Brandt. Från 1921 till 1933 var han även medlem av stadsfullmäktige i Lübeck. 1924 valdes han till riksdagsledamot för socialdemokraterna och arbetade som sådan fram till 1933 framför allt med försvarsfrågor.
Som medlem av Reichsbanner Schwarz-Rot-Gold, ett av socialdemokraterna dominerat försvarsförbund till Weimarrepublikens skydd deltog Leber aktivt i angrepp på kommunister och vänstersocialister.
I samband med sammanstötningar under NSDAP:s och SA:s demonstration i Berlin natten till den 1 februari 1933, efter Adolf Hitlers utnämning till Tysklands rikskansler, kom Lebers närmaste man i Reichsbanner, Willi Rath, att knivhugga en SA-man, Rudolf Brügmann, så svårt att han avled. Trots sin åtalsimmunitet som riksdagsledamot kom Leber att dömas till 18 månaders fängelse, medan Rath endast dömdes till ett års fängelse, då Leber utpekades som anstiftare till dråpet. Efter det avtjänade fängelsestraffet spärrades Leber in i koncentrationslägren Esterwegen och Sachsenhausen mellan 1935 och 1937.

### Lebers roll i 20 juli-attentatet och avrättning
Efter frisläppandet drev Leber en kolhandel på Torgauer Strasse i Schöneberg som blev en samlingsplats för motståndsrörelsen. Han hade kontakt med Kreisaukretsen och tillhörde kuppmakarna kring Claus Schenk von Stauffenberg och Helmuth von Moltke som genomförde det misslyckade 20 juli-attentatet 1944 mot Adolf Hitler. Leber var påtänkt som inrikesminister efter kuppen men hade gripits redan den 5 juli 1944 av Gestapo, dvs. före attentatet, troligen efter att ha blivit angiven efter ett motståndsgruppmöte. Han dömdes i oktober efter kuppen till döden av Volksgerichtshof och avrättades i Plötzenseefängelset den 5 januari 1945.
| ”                                                            | För en så god och rättvis sak är insatsen av det egna livet ett rimligt pris. | „ |
| – Julius Leber, kort före avrättningen, Bedürftig, sid. 228. |                                                                               |   |

## Minnesmärken
Leber är begravd på Zehlendorfs skogskyrkogård i sydvästra Berlin.
Gatan Leberstrasse samt bron och pendeltågsstationen Julius-Leber-Brücke i Berlinstadsdelen Schöneberg är uppkallade efter Leber.  Framför Riksdagshuset i Berlin finns ett monument i form av en rad plattor, till minne av Leber och de 95 andra riksdagsledamöter som avrättades mellan 1933 och 1945. Bundeswehrs största kasernområde i Berlin, beläget i stadsdelen Wedding, döptes 1995 om till Julius-Leber-Kaserne till 50-årsminnet av Lebers död.

### Fotnoter
1. ↑  Schöneberg im Wandel der Geschichte : "Es war in Schöneberg im Monat Mai …", Christian Simon, Be.bra Verlag, 1998